# Kazneno pravo
Kazneno pravo (u širem smislu) je grana prava koja se odnosi na državnu vlast kažnjavanja (jus puniendi), a u širem smislu obuhvaća: 1) materijalno kazneno pravo, 2) kazneno procesno pravo (formalno, postupovno), 3) izvršno kazneno pravo (penitencijalno). Kazneno pravo kao grana prava ima zaštitnu ulogu, odnosno zaštićuje određene odnose i vrijednosti. 

## Kazneno pravo (u užem smislu)
U užem smislu ili materijalno kazneno pravo su propisi koji proglašavaju određeno ponašanje kao kazneno djelo, sankcije i uvjete primjene propisa prema počiniteljima. Najjednostavnije ga je definirati kao pravo sadržano u Kaznenom zakonu. 
Kazneni zakon se dijeli na opći i posebni dio:
A) Opći dio Kaznenog zakona sadrži odredbe koje važe za sva kaznena djela. One uređuju opće pretpostavke kažnjivosti i kaznenopravne sankcije.
B) Posebni dio Kaznenog zakona sadrži opise pojedinih kaznenih djela i kazne koje se za njih mogu izreći, a tu spadaju i kaznena djela i za njih propisane kazne koje se nalaze u drugim zakonima.
Djela propisana u hrvatskom Kaznenom zakonu su:
- Kaznena djela protiv života i tijela
  - ubojstvo
  - dovođenje u opasnost tuđih života s umišljajem
  - protupravan prekid trudnoće
  - poticanje/navođenje na samoubojstvo drugoga
  - ubojstvo iz nehata
  - nasilje

- Kaznena djela protiv slobode i prava čovjeka i građanina
  - povreda ravnopravnosti čovjeka (zagarantirana Ustavom)
  - protupravno lišenje slobode
  - otmica
  - prinuda

- Kaznena djela protiv vrijednosti zaštićenih međunarodnim pravom
- Kaznena djela protiv časti i ugleda
- Kaznena djela protiv spolne slobode i spolnog ćudoređa
- Kaznena djela protiv braka, obitelji i mladeži
- Kaznena djela protiv imovine
  - Krađa
  - teška krađa
  - razbojništvo
  - utaja
  - prijevara (od 2003. zakon je trebao definirati i računalnu prijevaru i lančanu igru, ali ga je ukinuo Ustavni sud)

- Kaznena djela protiv opće sigurnosti ljudi i imovine i sigurnosti prometa
- Kaznena djela protiv zdravlja ljudi

- Kaznena djela protiv pravosuđa
- Kaznena djela protiv javnog reda
- Kaznena djela protiv službene dužnosti
- Kaznena djela protiv Republike Hrvatske

(Kazneni zakon na snazi je od 1. siječnja 1998. godine, do tada je bio na snazi Osnovni krivični zakon RH iz 1991. i Krivični zakon RH iz 1991., od 2003. godine službeni naziv je trebao biti Kazneni zakonik, ali je ovu reformu ukinuo Ustavni sud i nikada nije stupila na snagu.)

## Kazneni zakon RH - učestale izmjene
Izvjesno povremeno usklađivanje zakonskih normi očekivano je i podrazumijevano, u Hrvatskoj zakonodavac obara rekorde, Kazneni zakon mijenja se svakih nekoliko godina. Opis sutkinje Vrhovnog suda:
Sutkinja Vrhovnog suda izrijekom tvrdi da se zakon mijenja naprijed-natrag (vraćanje izmijenjenih odredbi zakona, na stare odredbe koje su brisane), ponekad protupravno (čak i bez neophodno potrebe većine u zakonodavnom tijelu), a prosječno zakon mijenjamo jednom godišnje.

### Kronologija izmjena KZ od 1997. godine
- rujan 1997. - novi cjeloviti tekst, članak 391. glasio je: "Ovaj Zakon stupa na snagu dana 1. siječnja 1998. godine."[3]
- veljača 1998. - ispravak zatipaka i slično, "U članku 71. točki f) umjesto riječi: "poinjenje" treba stajati riječ: "počinjenje", U naslovu ispred članka 81. umjesto riječi: "privredne" treba stajati riječ: "gospodarske"[4]
- prosinac 2000. - zatipci, promjena formulacija i članaka djela "Zlouporaba u postupku stečaja" i "Udruživanje za počinjenje kaznenih djela".[5]
- svibanj 2001. - postroženje odredbi članka 177.[6]
- srpanj 2003. - veći broj novih odredbi, od "Veličanja fašističkih, nacističkih i drugih totalitarnih država i ideologija ili promicanje rasizma i ksenofobije", promjene imena zakona "naziv Zakona mijenja se i glasi: »Kazneni zakonik«", do odredbi "Računalno krivotvorenje", "Računalna prijevara" i "Lančana igra",[7] koje su cjelovito ukinute (vidi dolje odlomak Ukidanje članaka KZ od strane Ustavnog suda), nažalost slične odredbe drugih zakona selektivno se primjenjuju.[8]
- srpanj 2004. - godinu kasnije, pojavljuju se važnije odredbe iz srpnja 2003. ovaj put bolje formulirane ("Zapovjedna odgovornost", "Računalno krivotvorenje", "Računalna prijevara") te neke nove ("Otkrivanje identiteta zaštićenog svjedoka")[9]
- srpanj 2005. - drugi srpanj za redom doživljava promjene KZ, ispravlja se članak 48.[10]
- lipanj 2006. - lipanj mjesto srpnja, 11 mjeseci kasnije[11]
- listopad 2007. - početak usklađivanja hrvatskog i EU zakonodavstva, između ostaloga dodavanje odredbe "Zlouporaba ovlasti u svezi sredstava Europske unije"[12]
- prosinac 2008. - nastavak usklađivanja hrvatskog i EU zakonodavstva, te nove odredbe "Javno poticanje na terorizam" i "Novačenje i obuka za terorizam"[13]
- svibanj 2011. - mijenjanje KZ-a nastavlja se nakon pauze od skoro 3 godine pozivanjem na ustavnost: "U Kaznenom zakonu (»Narodne novine« br. 110/97., 27/98. – ispravak, 50/00. – Odluka Ustavnog suda Republike Hrvatske, 129/00., 51/01., 11/03., 190/03. – Odluka Ustavnog suda Republike Hrvatske, 105/04., 84/05. – ispravak, 71/06., 110/07. i 152/08.) u članku 18. stavku 2. iza riječi: »prema« dodaju se riječi: »Ustavu ili«."[14]
- listopad 2011. - novi cjeloviti tekst[15]
- prosinac 2012. - veće promjene terminologije i odredbi, dodavanje odredbe "Neovlaštena proizvodnja i promet tvari zabranjenih u sportu"[16]
- svibanj 2015. - uvođenje odredbi "Isključenje protupravnosti za kaznena djela uvrede i teškog sramoćenja" i "Nasilje u obitelji" te druge promjene[17]
- svibanj 2015. - ispravak zatipaka[18]

### Ukidanje članaka KZ od strane Ustavnog suda
- svibanj 2000.- "Pokreće se postupak za ocjenu ustavnosti te se ukidaju odredbe članka 204. stavka 2. i 3. Kaznenog zakona (»Narodne novine«, broj 110/97 i 27/98-ispr.)."[19]
- studeni 2003. "Pokreće se postupak za ocjenu suglasnosti s Ustavom, te se ukida Zakon o izmjenama i dopunama Kaznenog zakona (»Narodne novine«, broj 111/03) u cijelosti."[20]

## Kritike
Kritike sudaca na ovo učestalo mijenjanje zakona su suhoparne, ali moguće je prevesti suhoparne formulacije u svakodnevni jezik:
- Kako je zakonodavac propustom iz jednog kaznenog djela izbrisao kaznu, a na ispravak toga propusta smo čekali duže od četiri godine - mijenjaj nebitno svake godine, ono bitno može čekati 4 godine[21]

- Kazneno djelo nasilničkog ponašanja ili kako je ono uneseno u zakon, pa brisano iz zakona, pa opet uneseno.[22]
- Promjena KZ-a iz 2011. godine, odnosno koji zakon RH može biti neusklađen s Ustavom odnosno koje se to pravo ili obveza građana ne baziraju na Ustavu, nepoznato je.

Iako se zaključak članka sutkinje Garačić može iščitavati kao uputa zastupnicima u Saboru da je potrebno rjeđe mijenjati bitne zakone, to se podjednako može shvatiti kao uvijena naredba da se ostave čestog mijenjanja materije koju očito nisu sposobni razumjeti i kvalitetno mijenjati.

## Poveznice
- Kazneni zakon - cjeloviti tekst zakona na wikizvoru (mijenja se sukladno promjenama u kaznenom zakonodavstvu)